# 2002年ソルトレークシティオリンピックのベラルーシ選手団
2002年ソルトレークシティオリンピックのベラルーシ選手団（2002ねんソルトレークシティオリンピックのベラルーシせんしゅだん）は、2002年2月8日から2月24日までアメリカ合衆国のソルトレイクシティで開催された2002年ソルトレークシティオリンピックのベラルーシ選手団、およびその競技結果。

## 概要
今大会は銅メダル1個を獲得した。

## メダル
| メダル | 選手名               | 競技                 | 種目           |
| ------ | -------------------- | -------------------- | -------------- |
| 銅     | アレクセイ・グリシン | フリースタイルスキー | 男子エアリアル |